# Сарсаз (Шаранский район)
Сарсаз (баш. Һарыһаҙ) — деревня в Шаранском районе Республики Башкортостан Российской Федерации. Входит в состав Дюртюлинского сельсовета.

## География

### Географическое положение
Расстояние до:
- районного центра (Шаран): 12 км,
- центра сельсовета (Дюртюли): 11 км,
- ближайшей ж/д станции (Туймазы): 27 км.

## Население
| 2002 | 2009 | 2010 |
| ---- | ---- | ---- |
| 313  | ↘299 | ↘273 |

Национальный состав
Согласно переписи 2002 года, преобладающие национальности — татары (60 %), башкиры (39 %).